# Shō Shimabukuro
Shō Shimabukuro (jap. 島袋 将 Shimabukuro Sho; ur. 30 lipca 1997 w Gifu) – japoński tenisista, reprezentant kraju w Pucharze Davisa.

## Kariera tenisowa
W 2016 zadebiutował w cyklu ITF Men’s Circuit, a w 2019 w turnieju głównym ATP Challenger Tour w grze pojedynczej. W październiku 2022 wziął po raz pierwszy udział w turnieju głównym rangi ATP Tour, grając w Tokio.
W 2023 przeszedł przez kwalifikacje do turnieju głównego gry pojedynczej Wimbledonu. W pierwszej rundzie przegrał z rozstawionym z numerem 21. Grigorem Dimitrowem.
W karierze wygrał dwa singlowe turnieje cyklu ATP Challenger Tour. Ponadto zwyciężył w trzech singlowych oraz trzech deblowych turniejach rangi ITF.
Od 2021 roku reprezentuje Japonię w rozgrywkach Pucharu Davisa.
W rankingu gry pojedynczej najwyżej był na 156. miejscu (7 sierpnia 2023), a w zestawieniu gry podwójnej na 438. pozycji (26 września 2022).

### Zwycięstwa w turniejach ATP Challenger Tour w grze pojedynczej
| Końcowy wynik | Nr | Data             | Turniej    | Nawierzchnia | Przeciwnik           | Wynik finału |
| ------------- | -- | ---------------- | ---------- | ------------ | -------------------- | ------------ |
| Zwycięzca     | 1. | 22 stycznia 2023 | Nonthaburi | Twarda       | Arthur Cazaux        | 6:2, 7:5     |
| Zwycięzca     | 2. | 20 maja 2023     | Tunis      | Ceglana      | Geoffrey Blancaneaux | 6:4, 6:4     |